# Hezhang
Hezhang är ett härad i Bijies stad på prefekturnivå i provinsen Guizhou i sydvästra Kina.

## Administrativ indelning
Hezhang är indelat i tolv köpingar, tre socknar och tolv etniska minoritetssocknar.
Köpingar (zhen):

- Baiguo (白果镇)
- Caishen (财神镇)
- Chengguan (城关镇)
- Dezhuo (德卓镇)
- Guji (古基镇)
- Liuquhe (六曲河镇)
- Luozhou (罗州镇)
- Magu (妈姑镇)
- Pingshan (平山镇)
- Yemachuan (野马川镇)
- Zhezhuang (哲庄镇)
- Zhuming (朱明镇)

Socknar (xiang):

- Anlexi (安乐溪乡)
- Dayi (达依乡)
- Weishe (威奢乡)

Etniska minoritetssocknar  (zu xiang):

- Fuchu (Fŭchŭ Yízú Miáozú Xiāng, 辅处彝族苗族乡)
- Guda (Gŭdá Miáozú Yízú Xiāng, 古达苗族彝族乡)
- Hezhen (Hézhèn Yízú Miáozú Xiāng, 河镇彝族苗族乡)
- Jiegou (Jiégòu Yízú Miáozú Xiāng, 结构彝族苗族乡)
- Kele (Kĕlè Yízú Miáozú Xiāng, 可乐彝族苗族乡)
- Shuangping (Shuāngpíng Yízú Miáozú Xiāng, 双坪彝族苗族乡)
- Shuitangbao (Shuĭtángbăo Yízú Miáozú Xiāng, 水塘堡彝族苗族乡)
- Songlinpo (Sōnglínpō Báizú Yízú Miáozú Xiāng, 松林坡白族彝族苗族乡)
- Tiejiang (Tiĕjiàng Miáozú Xiāng, 铁匠苗族乡)
- Xingfa (Xīngfā Miáozú Yízú Huízú Xiāng, 兴发苗族彝族回族乡)
- Zhijie (Zhìjiē Yízú Miáozú Xiāng, 雉街彝族苗族乡)
- Zhushi (Zhūshì Yízú Xiāng, 珠市彝族乡)

Nyckel mellan sockennamn och folk (en socken kan avse flera folk):
- Báizú = Baifolket
- Huízú = Huifolket
- Miáozú = Miaofolket
- Yízú = Yifolket